# Roberto di Chester
Roberto di Chester (latino: Robertus Castrensis; fl. metà XII secolo) è stato un traduttore, matematico, astronomo e arabista inglese che operò verso il 1150.

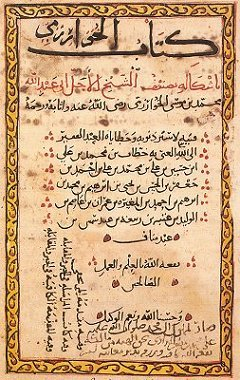
Trattato di matematica di Al-Khwārizmī: al-Kitāb al-mukhtaṣar fī ḥisāb al-jabr wa-l-muqābala.

Tradusse numerosi importanti lavori storici dall'arabo in latino, scritti da autori quali Abu Musa Jabir Ibn Hayyan e al-Khwarizmi, tra cui:
- Il Liber algebrae et almucabala di al-Khwārizmī, sull'algebra (tradotto nel 1145 e seguito dalla più nota traduzione di Gerardo da Cremona);
- Il Liber de compositione alchimiae, un libro di alchimia, tradotto nel 1144 [1];
- La prima traduzione latina del Corano nel 1143.

Negli anni quaranta del XII secolo Roberto lavorò nella Penisola iberica, dove la convivenza fra cristiani, musulmani ed ebrei, permetteva l'interscambio fra le rispettive culture. Poi, alla fine del decennio tornò in Inghilterra. Alcune fonti lo identificano in Roberto di Ketton (latino Robertus Ketenensis) che fu anch'egli attivo come traduttore dall'arabo al latino nel medesimo periodo . I due personaggi sono ben distinguibili per il fatto che, quando dimorò in Spagna, Roberto di Ketton risiedette nel Regno di Navarra (vicino ai Pirenei), mentre Roberto di Chester si sa che operò a Segovia, nel centro della penisola.